# Attila Busai
Attila Busai (Budapest, 21 gennaio 1989) è un ex calciatore ungherese, di ruolo centrocampista.

## Carriera
Il 14 ottobre 2015 realizza una quadripletta ai danni del Nagyecsed RS (0-10) in una sfida di Coppa d'Ungheria.

## Palmarès

### Club

#### Competizioni nazionali
- Coppa d'Ungheria: 1

Ferencváros: 2014-2015
- Supercoppa d'Ungheria: 1

Ferencváros: 2015
- Campionato ungherese: 1

Ferencváros: 2015-2016